# Namgyal
Namgyal är ett tibetanskt buddhistiskt kloster. Det är det personliga klostret till Tenzin Gyatso, den 14:e Dalai Lama. Det ligger numera i Dharamsala, Indien.